# Gens Nàucia
La gens Nàutia (en llatí Nautia gens, en plural Nautii) va ser una antiga gens romana d'origen patrici. Només un membre de la gens, Espuri Nauci Rutil, va obtenir el consolat, l'any 488 aC.
Deien ser descendents de Nauti o Nautes un dels companys d'Eneas, del que es deia que havia portat el Pal·ladi amb ell des de Troia, i a Roma la gens Nàutia el vigilava. Com altres gens romanes dels temps antics, desapareixen de la història després de les guerres samnites. Tots els Nautii portaven el sobrenom Rutil.